# Ротшильды
Дина́стия Ро́тшильдов (нем. Rothschild; известна также как Дом Ротшильдов или просто Ротшильды) — немецкая династия банкиров и общественных деятелей еврейского происхождения, чья история восходит к концу XVIII века.
Майер Амшель Ротшильд (1744—1812) основал банк во Франкфурте-на-Майне. Дело продолжили пять его сыновей: Амшель Майер, Соломон Майер, Натан Майер, Калман Майер, Джеймс Майер. Братья контролировали пять банков в крупнейших городах Европы: Лондоне, Париже, Вене, Неаполе, Франкфурте-на-Майне. Две ветви Ротшильдов — английская (от Натана) и французская (от Джеймса) — ведут свою историю до нашего времени. Живший во Франкфурте Амшель Майер умер бездетным в 1855 году, неаполитанская ветвь пресеклась по мужской линии в 1901 году, по женской — в 1939 году. Австрийская ветвь пресеклась по мужской линии в 1980 году, а женская линия австрийской ветви всё ещё продолжает существование.
В 1816 году император Австрийской империи Франц II пожаловал Ротшильдам баронский титул. Ротшильды стали принадлежать высшему свету австрийского дворянства. Британская ветвь династии была принята при дворе королевы Виктории. Считается, что с XIX века Ротшильды имеют самое крупное состояние в мире после создания Федрезерва.
Родоначальник династии Амшель Мозес Бауэр владел ювелирной мастерской, на эмблеме которой был изображён золотой римский орёл на красном щите. «Красный щит» (нем. Rothschild) послужил основой для фамилии, которую «узаконил» сын Амшеля — Майер Амшель, задокументировавший «Ротшильд» в качестве родового прозвания, и именно Майер Ротшильд признан основателем данной фамилии.

## Происхождение

Родовой дом Бауэров в Юденгассе во Франкфурте (квартал разрушен, остался лишь переулок Ан-дер-Штауфенмауэр)

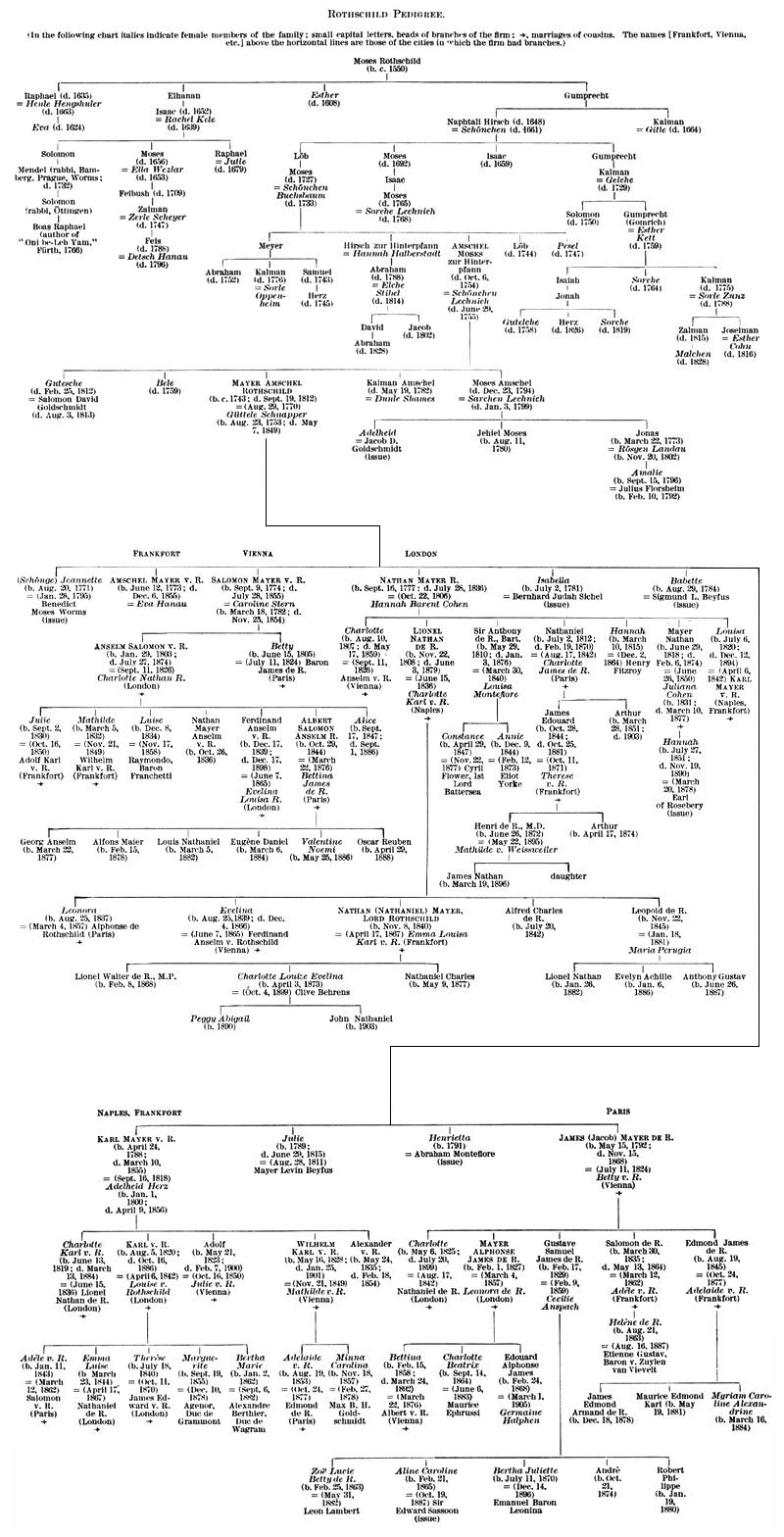
Генеалогическое древо семейства Ротшильдов

Династия Ротшильдов ведёт свою историю от Майера Амшеля Ротшильда. Майер Амшель родился в 1744 году в еврейском квартале во Франкфурте-на-Майне (Германия) в семье менялы и ювелира Амшеля Мозеса Бауэра, торгового партнёра Гессенского дома. Майер Амшель построил крупный банковский бизнес и создал свою империю, послав пятерых сыновей в европейские столицы.
Пол Джонсон в книге The History of the Jews отмечает, что в отличие от придворных евреев прежних времён, которые участвовали в финансировании европейских дворянских домов, Ротшильд создал международную фирму нового типа, способную противостоять антисемитской политике. В 1819 году во многих частях Германии прокатилась волна еврейских погромов, пострадал и дом Ротшильдов во Франкфурте, но на финансовой деятельности семьи эти события не отразились. Банкирский дом устоял и во время революции 1848 года.
Другой важной составляющей стратегии Майера Ротшильда, ставшей залогом будущего успеха, было сохранение полного контроля над бизнесом в руках членов семьи. В 1906 году Jewish Encyclopedia отметила: «Другие еврейские финансисты, конкуренты Ротшильдов, такие как Бишофсгеймы (основатели BNP Paribas), братья Перейр, Селигманы, братья Лазар (основателями Lazard), переняли у Ротшильдов практику учреждения в различных финансовых центрах отделений фирмы, управляемых братьями». Эта практика, подобная королевским бракам, когда члены одной королевской семьи женятся на членах другой королевской семьи, позже применялась и другими династиями предпринимателей, например, Дюпонами.
Завещание Майера Ротшильд говорило, что все важные посты в деле должны занимать только члены семьи, мужчины семьи должны заключать браки с двоюродными и троюродными сестрами, чтобы накопленное богатство осталось внутри семьи и служило общему делу. Лишь в конце XIX века почти все Ротшильды начали заключать браки за пределами семьи. Большинство семейств еврейских финансистов в Лондоне в XIX—XX веках были переплетены родственными связями.
На протяжении более двухсот лет Ротшильды породнились со многими финансовыми семьями Европы (в основном еврейскими). Среди них: Варбурги, Голдсмиты, Коэны, Рафаэлы, Сассуны, Саломоны и другие.
Сыновья Майера Ротшильда:
- Амшель Майер Ротшильд (1773—1855): Франкфурт-на-Майне, старший сын, родился 12 июня 1773 года, 16 ноября 1793 года женился на Еве Ганау. Совпадение имён отца и сына — Майер Амшель и Амшель Майер — было причиной частой путаницы и создало трудности при изучении документов. Амшель умер 6 декабря 1855 года бездетным.
- Соломон Майер Ротшильд (1774—1855): Вена, второй сын, родился 9 сентября 1774 года. 26 ноября 1800 года женился на Каролине Штерн, умер 27 июля 1855 года.
- Натан Майер Ротшильд (1777—1836): Лондон, третий сын, родился 16 сентября 1777 года. Был женат на Ганне Коэн. Натан считался самым талантливым из «пятерки франкфуртцев», но умер раньше братьев, 28 июля 1836 года.
- Калман Майер Ротшильд (1788—1855): Неаполь, четвёртый сын, родился 24 апреля 1788 года. 16 сентября 1818 года женился на Адельхайд Герц. Умер 10 марта 1855 года.
- Якоб (Джеймс Майер Ротшильд) (1792—1868): Париж, младший сын, родился 15 мая 1792 года, 11 июля 1824 года он женился на своей племяннице Бетти Ротшильд. Умер 15 ноября 1868 года.

На гербе Ротшильдов изображены пять стрел, символизирующие пятерых сыновей Майера Ротшильда по аналогии с текстом 126 псалма: «Что стрелы в руке сильного, то сыновья молодые». Ниже на гербе написан семейный девиз на латыни: Concordia, Integritas, Industria (Согласие, Честность, Трудолюбие).

## Наполеоновские войны
К началу Наполеоновскиx войн (1803—1815) Ротшильды уже обладали очень значительным богатством, и Натан Майер Ротшильд, уже в то время, добился значительного преимущества в торговле слитками золота. Натан Ротшильд, начавший свой бизнес в 1806 году в Манчестере, постепенно переместился в Лондон, где в 1809 году он приобрёл помещение на 2 New Court in St. Swithin’s Lane, Лондон, Сити, которое работает до сих пор; он основал N M Rothschild & Sons в 1811 году. В 1818 году он организовал заём в 5 млн ф. ст. для Прусского правительства, и выпустил облигации государственного займа (долговое обязательство), тем самым сформировав фундамент для своего банковского дела. В Сити Лондона он приобрёл такую финансовую мощь, что в 1825—1826 годах он смог снабдить Банк Англии достаточным количеством монет, чтобы предотвратить кризис рыночной ликвидности.
Находясь в Лондоне в период с 1813 по 1815 год, он способствовал финансированию Великобритании, финансировал перевозку слитков золота для армии герцога Веллингтона, пересекавшей Европу, также как организовывал оплату британских субсидий для континентальных союзников. В 1815 году Ротшильд в одиночку выдал заем британским континентальным союзникам в суммарном размере 9,8 млн ₤ (в ценах 1815 года).
Братья координировали деловую активность Ротшильдов по всему континенту, и семья развила сеть из агентов, поставщиков и курьеров, для транспортировки золота по всей воюющей Европе. Семейная сеть также обеспечивала Натана Ротшильда политической и финансовой информацией раньше всех, давая ему преимущества времени на финансовых рынках, тем самым делая дом Ротшильдов ещё более неоценимым для британского правительства. Однажды семейная сеть позволила Натану получить новость о победе Веллингтона в битве при Ватерлоо на целый день раньше официального послания правительства. После получения послания о поражении Наполеона он сразу же поспешил на биржу и начал продавать облигации британского правительства. Видя это, остальные решили, что, должно быть, Веллингтон проиграл. Рынок облигаций стремительно рухнул. После значительного снижения цены Натан через своих агентов тайно начал скупать подешевевшие облигации, тем самым получив контроль над рынком облигаций.

## Крупные международные финансовые операции
Возведение в дворянство произошло по ходатайству министра финансов графа Штадиона. Вначале титул получил Амшель, затем и Соломон. К этому времени братья стояли во главе франкфуртского вексельного банка в Шенбруне. Это произошло 25 сентября 1816 года, а 21 октября титул получили братья Якоб и Карл. 25 марта 1817 года каждому был изготовлен диплом дворянина. По ходатайству советника правительства Нижней Австрии и придворного агента Зонлайтнера, доверенного лица четырёх братьев, диплом был вручен каждому отдельно, так как братья проживали в четырёх разных странах. Натан, проживающий в Англии, в этих документах упомянут не был.
Примечательным для оценки деятельности Ротшильдов был и тот факт, что они как евреи были записаны в дипломе менялами, в то время как финансисты христианской веры именовались банкирами.
Обычно придворные финансисты вскоре после получения дворянства добивались титула барона, поэтому Ротшильды тоже ходатайствовали о присвоении им этого звания. 29 сентября 1822 года их просьба была удовлетворена. Теперь некоторые члены династии использовали фамильную приставку «де» или «фон» (в немецком варианте) Ротшильд, как указание на аристократическое происхождение. Теперь в документы включили и Натана, который сразу стал бароном. На этот раз пять братьев были прямо названы банкирами. Они были австрийскими баронами, «учитывая заслуги, оказанные государству», «с почтительным словом Ваше благородие». Каждый из пяти братьев получил свой собственный диплом барона. Их герб был украшен девизом:
Concordia, Integritas, Industria. (Согласие. Честность. Трудолюбие.).
Этот девиз полностью выражал единение братьев, их честность и неутомимое усердие. Но получение титула барона едва ли означало для пяти братьев повышение их авторитета. Натан никак не мог воспользоваться этим титулом в Англии. Это противоречило английской конституции, не разрешавшей предоставление дворянских званий иностранцам. Но всё же возведение в дворянство изменило стиль жизни Ротшильдов. Они приобрели роскошные дворцы, стали давать великолепные обеды, на которые съезжались представители аристократических кругов многих стран.
В 1885 году Натан Майер Ротшильд II (старший сын Лионеля де Ротшильда и внук Натана Ротшильда), известный также как Натаниель, представитель лондонской ветви династии, наследственный барон, впервые стал лордом. Он был первым евреем, который вошёл в палату лордов. Принято считать, что с этого момента потомки Натана полностью срослись с английской элитой.
Семейное банковское предпринимательство Ротшильдов было основоположником международных крупных финансовых операций в период индустриализации Европы, внесли свой вклад при строительстве сети железных дорог во Франции, Бельгии и Австрии, внесли свой вклад в финансирование проектов с большим политическим значением, таких как Суэцкий Канал (только банкирский дом Ротшильдов был в состоянии в течение нескольких часов предоставить многие десятки миллионов наличными для приобретения акций Суэцкого канала).
Династия купила огромную часть собственности в Мейфэр, Лондон. Основные виды деятельности, в которые вкладывали капитал Ротшильды включают: Alliance Assurance (1824; сейчас страховая группа RSA); Chemin de Fer du Nord (1845); Rio Tinto Group (1873); Société Le Nickel (1880; сейчас Eramet); и Imétal (1962; сейчас Imerys). Ротшильды финансировали основание De Beers, так же как и экспедицию Сесиля Родса в Африку и создание колонии в Родезии. Начиная с конца 1880-х годов семья контролировала горнорудное предприятие Rio Tinto.
Японское правительство обращалось за финансированием к Лондонскому и Парижскому отделениям во время Русско-Японской войны. Лондонский консорциум выпустил японские военные облигации на сумму £11.5 миллионов (по ценам 1907).
После впечатляющего огромного успеха, имя Ротшильдов стало синонимом богатства. Семья стала знаменита коллекциями произведений искусства, фамильными дворцами, а также благотворительностью. К концу века, семья обладала, или построила, по наименьшей оценке, более 41 дворца, соизмеримых или даже превосходящих по роскоши богатейшие королевские семейства. В 1909 году британский премьер-министр Дэвид Ллойд Джордж, утверждал, что лорд Натан Майер Ротшильд II был самым могущественным человеком в Великобритании.
В 1901 году из-за отсутствия наследника мужского пола Франкфуртский Дом закрыл свои двери после более чем столетия работы. Только в 1989 году Ротшильды вернулись во Франкфурт, когда N M Rothschild & Sons (британское инвестиционное отделение) и Bank Rothschild AG (швейцарское отделение) открыли там представительство.

## Династия Ротшильдов во Франции
Существуют две французские ветви династии Ротшильдов. Первая ветвь была основана младшим сыном Майера Амшеля Ротшильда — Джеймсом Майером Ротшильдом, который учредил de Rothschild Frères в Париже. Приверженец Наполеона, он сыграл главную роль в финансировании строительства железных дорог и горнодобывающих предприятий, которые помогли стать Франции индустриальной державой. Сыновья Джеймса, Гюстав де Ротшильд и Альфонс Джеймс де Ротшильд, продолжили банковские традиции и стали поручителями 5 миллиардной репарации, потребованной оккупационной прусской армией во время Франко-Прусской войны в 1870-х годах.
Следующие поколения данной ветви династии Ротшильдов стали главной силой в международной инвестиционной банковской деятельности. Другой сын Джеймса Майера Ротшильда, Эдмон де Ротшильд (1845—1934) был большим поклонником благотворительности и искусства, видным сторонником сионизма. Его внук барон Эдмон Адольф де Ротшильд в 1953 году основал частный банк LCF Rothschild Group. С 1997 года группу возглавляет барон Бенжамен де Ротшильд. Группа обладает активами в размере €100 миллиардов и многими винодельческими предприятиями во Франции (Château Clarke, Château des Laurets), в Австралии и Южной Африке.
В 1961 году 35-летний барон Эдмон купил компанию Club Med, после того как посетил и по достоинству оценил этот курорт. Его доля в Club Med была продана в 1990-х годах. В 1973 году он купил акции Bank of California, продал свою долю в 1984 году, прежде чем тот был продан в 1985 году Mitsubishi Bank.
Вторая французская ветвь династии была основана Натаниэлем де Ротшильдом (1812—1870). он родился в Лондоне и был четвёртым сыном основателя британской ветви династии, Натана Майера Ротшильда. В 1850 году Натаниэль переехал в Париж, по всей видимости, чтобы работать совместно со своим дядей, Джеймсом Майером. Однако в 1853 году Натаниэль приобрёл Château Brane Mouton, виноградник Пойяк в департаменте Жиронда. Натаниэль переименовал имение в Château Mouton Rothschild, и это имя стало одной из самых известных марок в мире. В 1868 году дядя Натаниэля — Джеймс Майер Ротшильд — приобрёл расположенный по соседству виноградник Chateau Lafite.
К 1980 году годовой оборот бизнеса Ги Ротшильда был порядка 26 миллиардов франков (в ценах 1980 года). Но позже, когда парижский бизнес был близок к краху в 1982 году, социалистическое правительство Франсуа Митерана национализировало его и переименовало в Compagnie Européenne de Banque. Барон Дэвид Ротшильд, в возрасте 39, решил остаться и перестроить бизнес, создав новую компанию Rothschild & Cie Banque всего с тремя сотрудниками и капиталом в 1 миллион долларов. Сегодня парижское предприятие имеет 22 партнёра и счета для значительной части глобального бизнеса.

## Династия Ротшильдов в Австрии

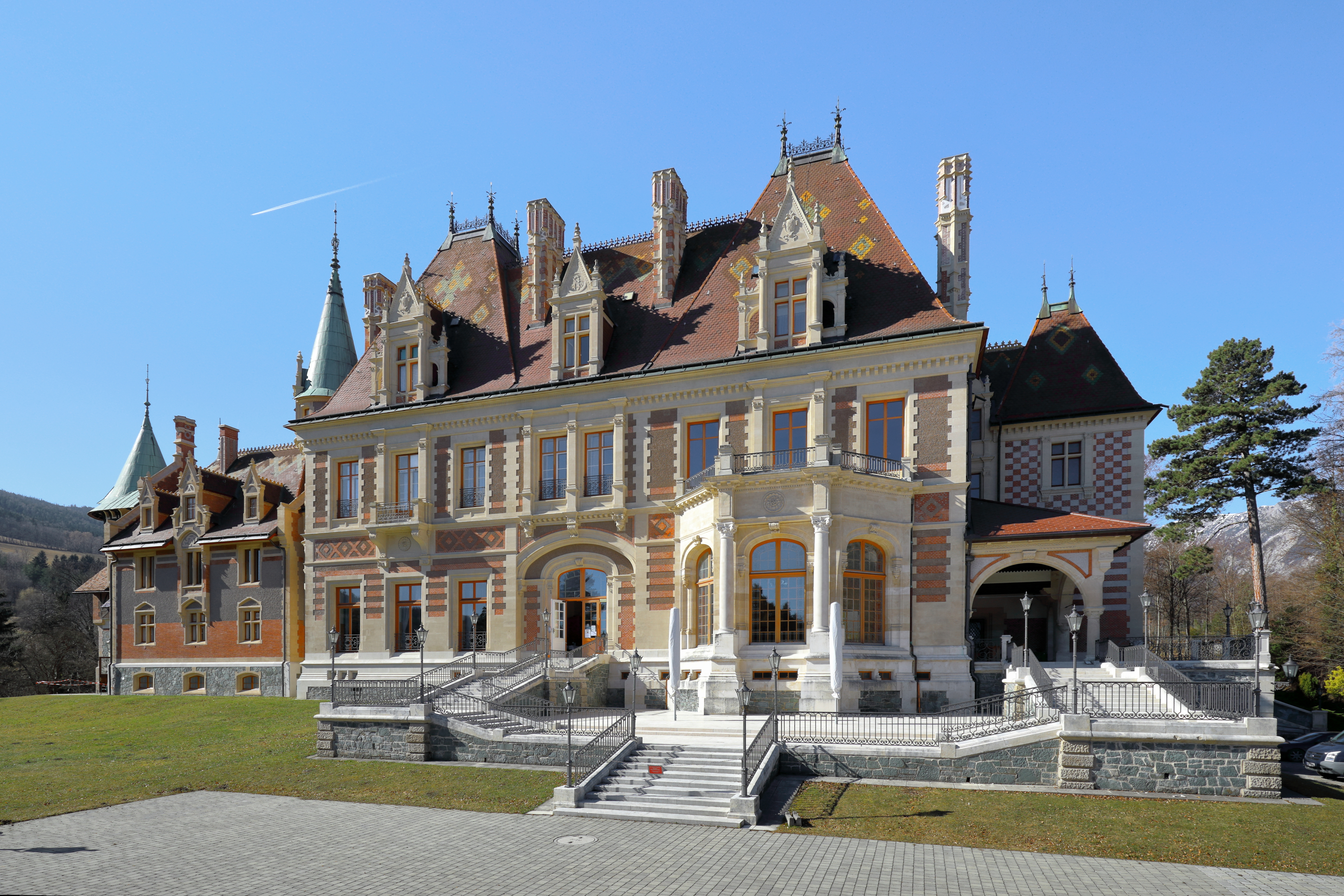
Один из многих дворцов, построенных австрийской ветвью династии, Schloss Hinterleiten

Соломон Майер Ротшильд основал свой банк в Вене в 1820 году. Австрийский банкир Альберт фон Саломон Ротшильд купил право назвать астероид (250) Беттина, открытый 3 сентября 1885 года австрийским астрономом Иоганном Пализой в Венской обсерватории в честь своей жены баронессы Беттины фон Ротшильд, за £50 Однако кризис 1929 года принёс проблемы.
Барон Луи Натаниэль фон Ротшильд попытался спасти Creditanstalt, крупнейший банк Австрии. Однако в начале Второй мировой войны Ротшильды были вынуждены эмигрировать в США, избежав Холокоста. Все дворцы Ротшильдов, отличавшиеся исключительными размерами, огромными коллекциями картин, доспехов, гобеленов и статуй, были конфискованы и разграблены нацистами.
После окончания Второй мировой войны Ротшильды вернулись в Европу. В 1999 году правительство Австрии согласилось вернуть Ротшильдам ряд дворцов и 250 предметов искусства, конфискованных нацистами и отданных в государственный музей.
В 1817 году, когда династия Ротшильдов ещё не принадлежала к баронам, дом подал в австрийскую геральдическую коллегию эскиз своего герба.
Изначально герб включал в себя корону с семью зубцами и различными знаками баронского достоинства. Были на нём и аисты как символ благочестия, и гончие символизирующие верность, и львы (Лев — официальный символ Израиля), а также австрийский орёл. Геральдической коллегии австрийского императорского дома был представлен следующий герб: рука, сжимающая пять стрел, символизирующих братьев, сыновей основателя рода Майера Амшеля Ротшильда. Ротшильды полагали, что они могут заполучить для герба корону и другие королевские и герцогские символы. Но коллегия изменила герб: корона превратилась в шлем, были полностью убраны аисты, гончие, львы. На гербе осталась часть австрийского орла. Руку, сжимающую стрелы тоже изменили — вместо пяти стрел она сжимала четыре. По официальным данным, один из братьев, Натан, не принимал участия в успешном трансфере. 25 марта 1817 года изменённый герб был утверждён. Это не устроило Ротшильдов и на конгрессе в Экс-ля-Шапель (Аахен) князь Меттерних получил от дома Ротшильдов ссуду в размере 900 000 гульденов. Через шесть дней императорский указ возвёл уже всех пятерых братьев и их законных потомков любого пола в баронство. Количество стрел на гербе вернулось к пяти, вернулся гессенский лев с австрийским орлом, а вот в центре вместо короны остался шлем.

## Династия Ротшильдов в Неаполе
Банк C M de Rothschild & Figli кредитовал Папские провинции, различных королей Неаполя, герцогов Пармы и великих герцогов Тосканы. Семья Ротшильдов работала недалеко от Банка Ватикана. Однако в 1830 году Неаполитанское королевство, следуя за Испанией постепенно отошло от выпуска традиционных облигаций, что повлияло на рост банков и доходность. Политическое объединение Италии (Рисорджименто) в 1861 году  привело к закрытию Неаполитанского банка вследствие падения прибыли, отсутствия роста и прогноза на счёт устойчивого развития в долгосрочном периоде.

## Еврейское самосознание и отношение к сионизму
В начале XX века лондонский банкирский дом Ротшильдов отказывался от участия в займе правительству Российской империи в виде протеста против его антиеврейской политики; однако парижский банкирский дом Ротшильдов, учитывая франко-русский союз, принимал самое деятельное участие в российских займах.
Только некоторые Ротшильды поддерживали сионизм и создание еврейского государства в Палестине. Большинство Ротшильдов относились к этой идее скептически и даже считали, что основание еврейского государства приведёт к росту антисемитизма в Европе. Вышедшая в 1917 году Декларация лорда Бальфура, в которой говорилось о приверженности британского правительства созданию в Палестине национального очага для еврейского народа, была направлена Сионистской федерации Великобритании через Уолтера Ротшильда. Позже лорд Виктор Ротшильд был против предоставления убежища или даже помощи еврейским беженцам во время Холокоста.
После смерти Джеймса Якоба Ротшильда в 1868 году, Альфонс, его старший сын, который взял управление семейным банком, был наиболее активным в поддержке вопроса о Земле Израильской. Семейные архивы Ротшильдов говорят, что в течение 1870-х годов семья жертвовала около 500 тыс. франков ежегодно от лица восточных евреев для Всемирного еврейского союза. Барон Эдмон Джеймс де Ротшильд, младший сын Джеймса Якоба де Ротшильда, способствовал созданию первого сионистского поселения в Палестине в Ришон-ле-Цион и выкупил у Османского землевладельца части земли, которые в настоящее время составляют Израиль. В 1924 году он установил в Палестине Палестинское еврейское колонизационное общество (PICA), которое приобрело более 125 000 акров (22,36 км²) земли, и основал рискованные предприятия. В Тель-Авиве есть улица, названная в честь него — бульвар Ротшильда, также как и во многих других районах Израиля, где он помогал со строительством, таких как Метула, Зихрон-Яаков, Ришон-ле-Цион, и Рош-Пинна. Парк Булонь-Бийанкур в Париже, Парк имени Эдмонда Ротшильда (Parc Edmond de Rothschild) также назван в честь него. Ротшильды сыграли значительную роль и в установлении инфраструктуры израильского правительства. Джеймс финансировал строительство Кнессета в качестве подарка Еврейскому государству, и здание Верховного суда Израиля было подарено Израилю Дороти де Ротшильд. Снаружи Президентской комнаты демонстрируется письмо господина Ротшильда к действующему тогда премьер-министру Шимону Пересу, в котором выражалось желание спонсировать строительство нового здания Верховного суда.
Барон Бенджамин де Ротшильд, представитель швейцарской ветви династии, дал интервью Га-Арец в 2010 году, в котором сказал, что он поддерживает мирный процесс: «Я понимаю, что это сложное дело, главным образом из-за фанатиков и экстремистов — и я имею в виду обе стороны. Я думаю, что в Израиле есть фанатики… Обычно я не общаюсь с политиками. Однажды я разговаривал с Нетаньяху, а в другой раз встречался с израильским министром финансов. Но чем меньше я пересекаюсь с политиками, тем лучше себя чувствую». По поводу своей религиозной принадлежности он заявил, что старается быть беспристрастным: «Мы ведём дела со многими странами, включая арабские… Возлюбленный моей старшей дочери родом из Саудовской Аравии. Он хороший парень, и если она захочет выйти за него замуж, я не буду возражать».

## Занятия вне финансовой сферы
Как основатель дома, Майер Амшел Pотшильд, так и его пять сыновей были людьми малообразованными. Но дальнейшее поколение Pотшильдов, наоборот, отличилось на поприще наук и искусства. Альфонс Джеймс Pотшильд собрал огромную коллекцию произведений искусства, был страстным коллекционером голландских мастеров. В 1885 году он был избран членом французской Академии изящных искусств. Бароны Амшел, Джеймс, Фердинанд и Вильгельм были известными коллекционерами предметов еврейского искусства и памятников иудаизма; все они поддерживали научные и литературные еврейские предприятия, a некоторые превратили свои коллекции в музеи.
Барон Лайонел Уолтер Ротшильд был выдающимся зоологом (зоологом стала и его племянница Мириам Луиза Ротшильд), Анри де Ротшильд был драматургом.

## Современный бизнес

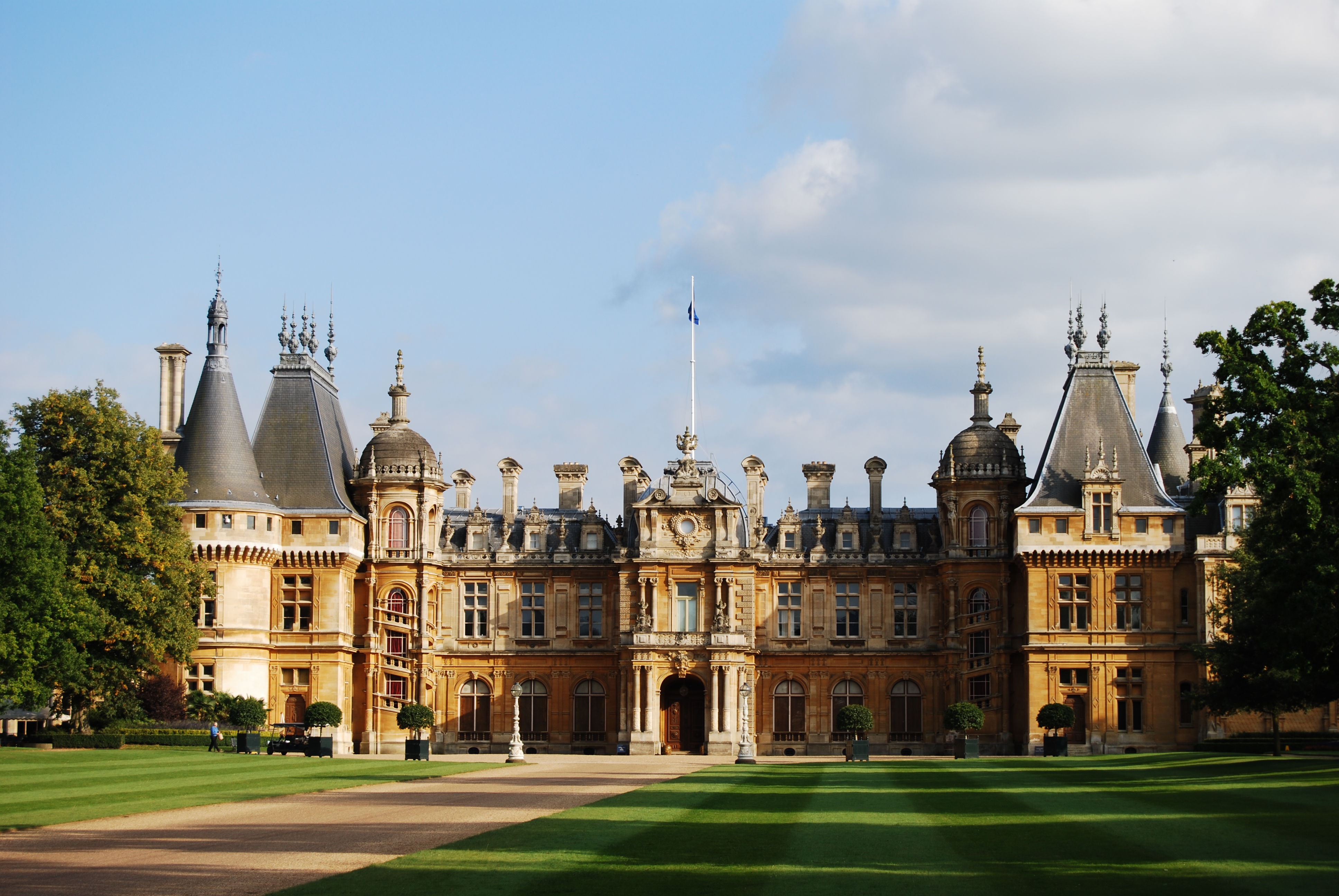
Поместье Уоддесдон, подаренное семьёй в 1957 году

С конца XIX века династия Ротшильдов придерживается сдержанного поведения, жертвуя многие из их известных поместий, так же как и большое количество предметов искусства, на благотворительность, при этом сохраняя анонимность касательно размера их состояния, и избегает демонстрации бросающейся в глаза роскоши. Когда-то династия Ротшильдов обладала самой большой частной коллекцией искусства в мире, и значительная часть предметов искусства в мировых публичных музеях, подаренных Ротшильдами, по семейной традиции подарена анонимно.
Начиная с 2003 года инвестиционные банки Ротшильдов контролируются Rothschild Continuation Holdings, зарегистрированной в Швейцарии холдинговой компанией (под председательством барона Девида Рене де Ротшильда), которая, в свою очередь, контролируется Concordia BV, зарегистрированной в Германии головной холдинговой компанией. Rothschild et Cie Banque контролирует банковский бизнес Ротшильдов во Франции и континентальной Европе, в то время как Rothschilds Continuation Holdings AG контролирует ряд банков Ротшильдов в других местах, включая N M Rothschild & Sons в Лондоне. 20 % Rothschild Continuation Holdings AG было продано в 2005 году Jardine Strategic, являющейся дочерней компанией Jardine Matheson в Гонконге. В ноябре 2008 года Rabobank Group, лидирующий инвестиционный и коммерческий банк в Нидерландах, приобрел 7,5 % Rothschild Continuation Holdings AG и Rabobank, и Ротшильды пришли к соглашению о сотрудничестве в консультационной области M&A и Equity Capital Markets в секторах продовольственных и агропромышленных предприятий. Считается, что эти действия нацелены на помощь Rothschild Continuation Holdings AG получить доступ к более широкому пулу капиталов, увеличивая их присутствие на рынках Восточной Азии.
Paris Orleans S. A., инвестиционная банковская и холдинговая компания, основанная в 1838 году и зарегистрированная во Франции, которая имеет более 2000 сотрудников. Компания имеет офисы во Франции, Великобритании, Нормандских островах, Швейцарии, Северной Америке, Азии, Австралии. В совет директоров компании входят Эрик и Робер де Ротшильды и граф Филипп де Николаи. Лондонский инвестиционный банк N M Rothschild & Sons делает значительную долю из бизнеса, в качестве советников по M&A (слияние и приобретение предприятий). В 2004 году инвестиционный банк ушёл с рынка золота, товара, которым банкиры Ротшильды торговали на протяжении двух веков. В 2006 году он был проранжирован вторым в Великобритании M&A (слияние и приобретение (предприятий) с суммарным оборотом в 104,9 млрд долларов США. В 2006 году публично заявленная доналоговая прибыль составила £83,2 млн фунтов стерлингов при активах в размере 5,5 млрд фунтов.
Один из членов парижского отделения (не винодельческого), Эдмон Адольф де Ротшильд, основал LCF Rothschild Group, базирующееся в Женеве, с активами в €100 миллиардов, которая в настоящее время распространилось в 15 стран по всему миру. Хотя эта группа главным образом занимается финансами, специализируется в управлении активами и в банковском обслуживании состоятельных людей (приват-банкинг), она также занимается сельским хозяйством, роскошными отелями и состязаниями яхт. Комитет LCF Rothschild Group’s в настоящее время возглавляется Бенджамином де Ротшильдом, сыном барона Эдмона.
В числе других, в банки династии Ротшильдов входят, Compagnie Financière Edmond de Rothschild, RIT Capital Partners, St James’s Place Capital, Banque privée Edmond de Rothschild, La Compagnie Benjamin de Rothschild S.A. и Cogifrance.
На протяжении XIX-го века Ротшильды контролировали Rio Tinto, и до сегодняшнего дня Ротшильды и Rio Tinto поддерживают тесные деловые отношения. Семья Ротшильдов также владеет многими виноградниками: у них есть собственность во Франции, включая Château Clarke, Château de Ferrières, Château des Fontaines, Château Lafite, Château de Laversine, Château des Laurets, Château Malmaison, Château de Montvillargenne, Château Mouton Rothschild, Château de la Muette, Château Rothschild d’Armainvilliers, Château Rothschild, Boulogne-Billancourt, также в Северной Америке, Южной Америке, Южной Африке и Австралии.
В 1980 году Джейкоб Ротшильд ушёл в отставку из N M Rothschild & Sons и принял независимый контроль над Rothschild Investment Trust (сейчас RIT Capital Partners, один из крупнейших инвестиционных трастов). В декабре 2009 года Джейкоб Ротшильд инвестировал 200 млн долларов США в компанию North Sea Oil. В настоящее время он возглавляет и другой семейный инвестиционный траст, RIT Capital Partners, который в 2008 году сообщил об активах в размере 3,4 млрд долларов США.
В январе 2010 года Натаниэль Филип Ротшильд приобрёл существенную долю Glencore, швейцарской трейдинговой компании, одного из крупнейших в мире поставщиков сырьевых товаров и редкоземельных материалов. Он приобрёл также большую долю компании Российский алюминий, одного из крупнейших производителей алюминия в мире.
В конце 2010 года барон Бенджамин Ротшильд сказал, что семья не пострадала от Мирового финансового кризиса (2008—2011) благодаря их консервативному ведению бизнеса: «Мы прошли сквозь это, так как наши инвестиционные руководители не хотели вкладывать деньги в сумасшедшие вещи». Он добавил, что они всё ещё придерживаются мелкомасштабного традиционного семейного бизнеса и обеспечивают более пристальное внимание за инвестициями клиентов, чем американские компании, добавляя: «Клиент знает, что мы не будем спекулировать его деньгами».
Общее состояние группы в 2012 году оценивают в 1,7 триллиона долларов США, хотя состояние ни одного из членов семьи не превышает одного миллиарда долларов.

## Ротшильды в культуре
Во Франции слово «Ротшильд» на протяжении XIX и XX веков стало нарицательным. Так называли богачей, склонных к роскоши, но не ведущих активной деловой деятельности.
В романе Стендаля «Красное и чёрное» в числе посетителей аристократического салона иронически выведен Джеймс Ротшильд под именем графа де Талера — «единственного сына знаменитого еврея, прославившегося своим несметным богатством, которое он нажил, ссужая деньги королям для войн с народами». Граф изображён безвольным простачком, «но с массой всяких претензий, подсказанных ему льстецами»; аристократы над ним тонко издеваются.
Джеймс Ротшильд выведен также в «Былом и думах» Александра Герцена (глава XXXIX) в эпизоде, озаглавленном «Император Джеймс Ротшильд и банкир Николай Романов». В этом эпизоде Герцен описывает, как Ротшильд заставил правительство Николая I выплатить крупную сумму по «билетам московской сохранной казны», которые были получены под залог недвижимого имущества матери Герцена (то есть наследства его отца) и которые Герцен обналичил у Ротшильда. Николай, наложив арест на имущество Герцена, остановил (фактически незаконно) и выплату по билетам, но после угроз Ротшильда обнародовать этот факт и устроить скандал сдался и выплатил сумму полностью.
Он же неоднократно упоминается в книге Фёдора Достоевского «Подросток», где главный герой Аркадий лелеет главную «идею» всей его жизни — стать богаче, чем названный потомок Ротшильда.
История Ротшильдов была показана в ряде фильмов. В 1934 году в Голливуде был снят фильм «The House of Rothschild» («Дом Ротшильдов»), рассказывающий о жизни Майера Амшеля Ротшильда. Выдержки из этого фильма были включены в документально-пропагандистский фильм «Der ewige Jude» («Вечный жид») и другой немецкий фильм «Die Rothschilds» («Ротшильды»), известный также как «Aktien auf Waterloo» («Акция у Ватерлоо»), снятый Эриком Васниеком в 1940 году. Бродвейский мюзикл, озаглавленный «The Rothschilds» («Ротшильды»), показывающий историю семьи до 1818 года, был номинирован на премию Тони в 1971 году. Натаниэль Майер («Натти») Ротшильд появляется как второстепенный герой в историко-мистической повести «Stone's Fall» («Падение Стоуна»), написанной в 2009 году Йеном Пирсом.

## Теории заговора
На протяжении более чем двух столетий Ротшильды были и остаются частой мишенью для теорий заговора. Эти теории принимают разные формы, так, например, утверждалось, что семья принадлежит к иллюминатам, контролирует всё богатство мира и финансовых учреждений или поощряет войны между правительствами. Рассматривая эти и подобные им взгляды, историк Нил Фергюсон писал: «Как мы уже видели, однако, войны имеют тенденцию влиять негативно на цену существующих облигаций, из-за увеличенного риска, что государство-должник может не погасить долг в случае завоевания или потери территории. К середине XIX века Ротшильды ушли из торговли в управление капиталом, заботливо присматривая за их собственным обширным портфелем государственных облигаций. Сейчас, сделав деньги, они скорее могут потерять их, чем заработать в случае конфликта…»

## Представители династии
См. Категория:Ротшильды

## Галерея

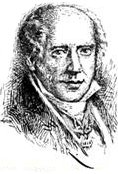
Ротшильд, Майер Амшель
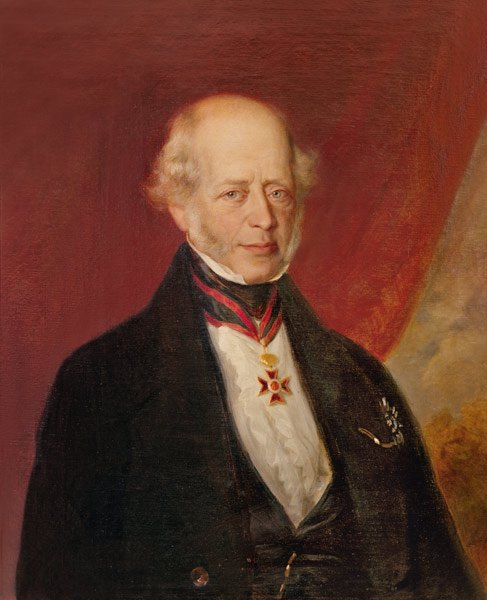
Ротшильд, Амшель Майер
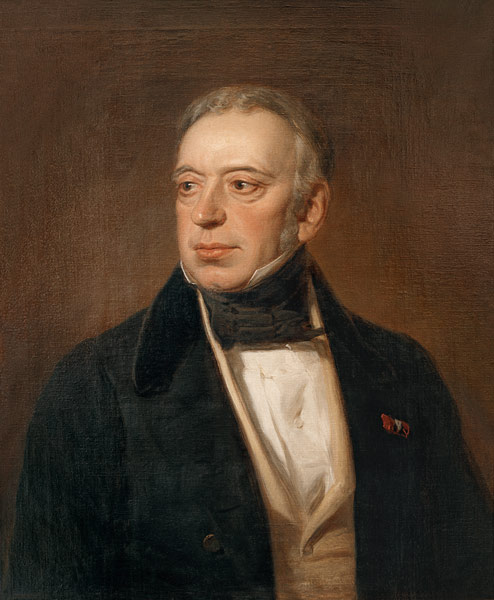
Соломон Майер
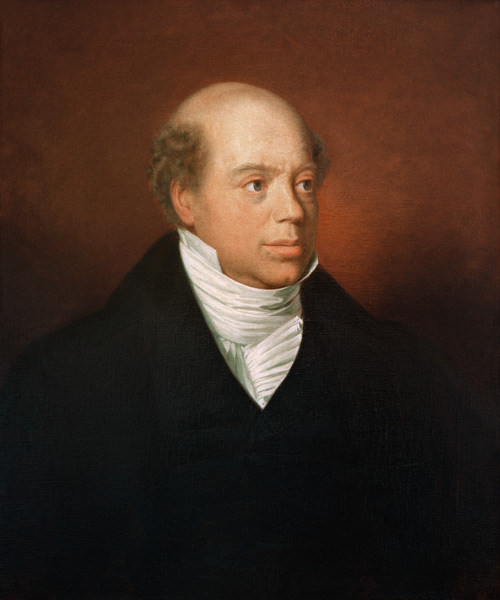
Ротшильд, Натан Майер
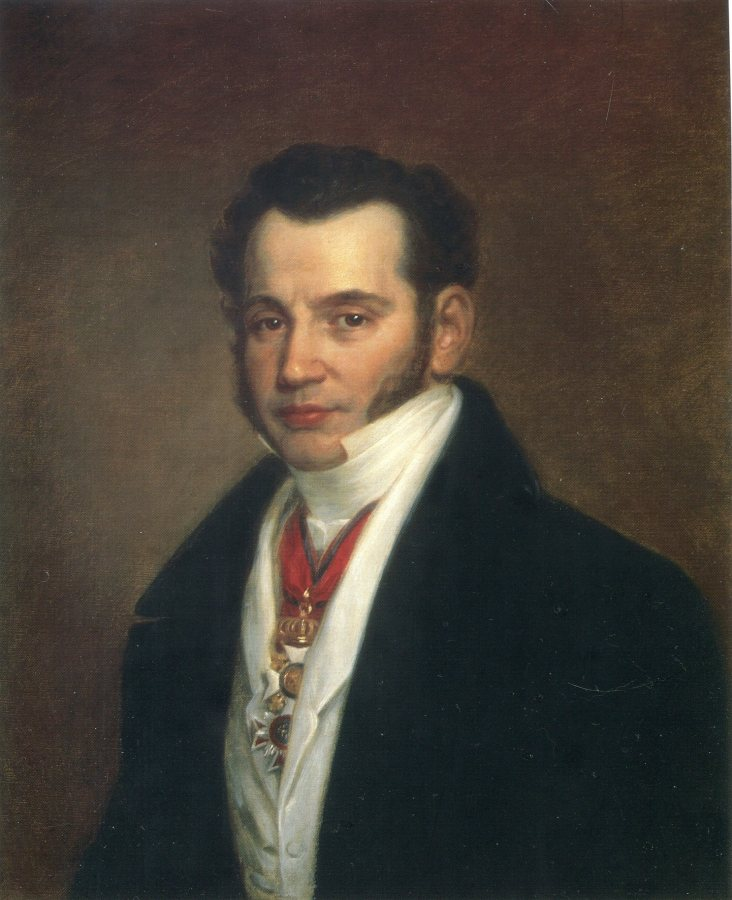
Кальман Майер
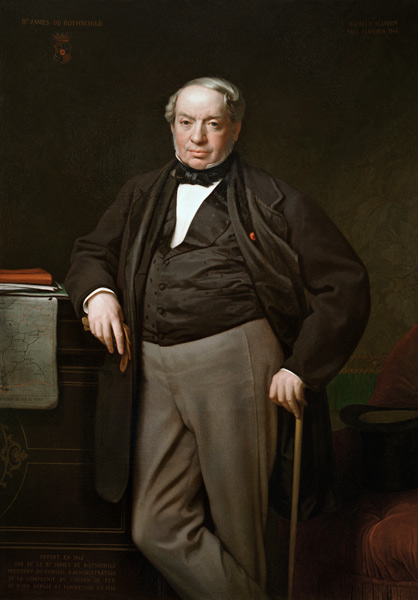
Ротшильд, Джеймс Майер
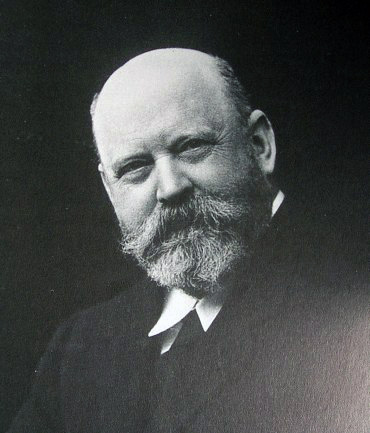
Ротшильд, Уолтер
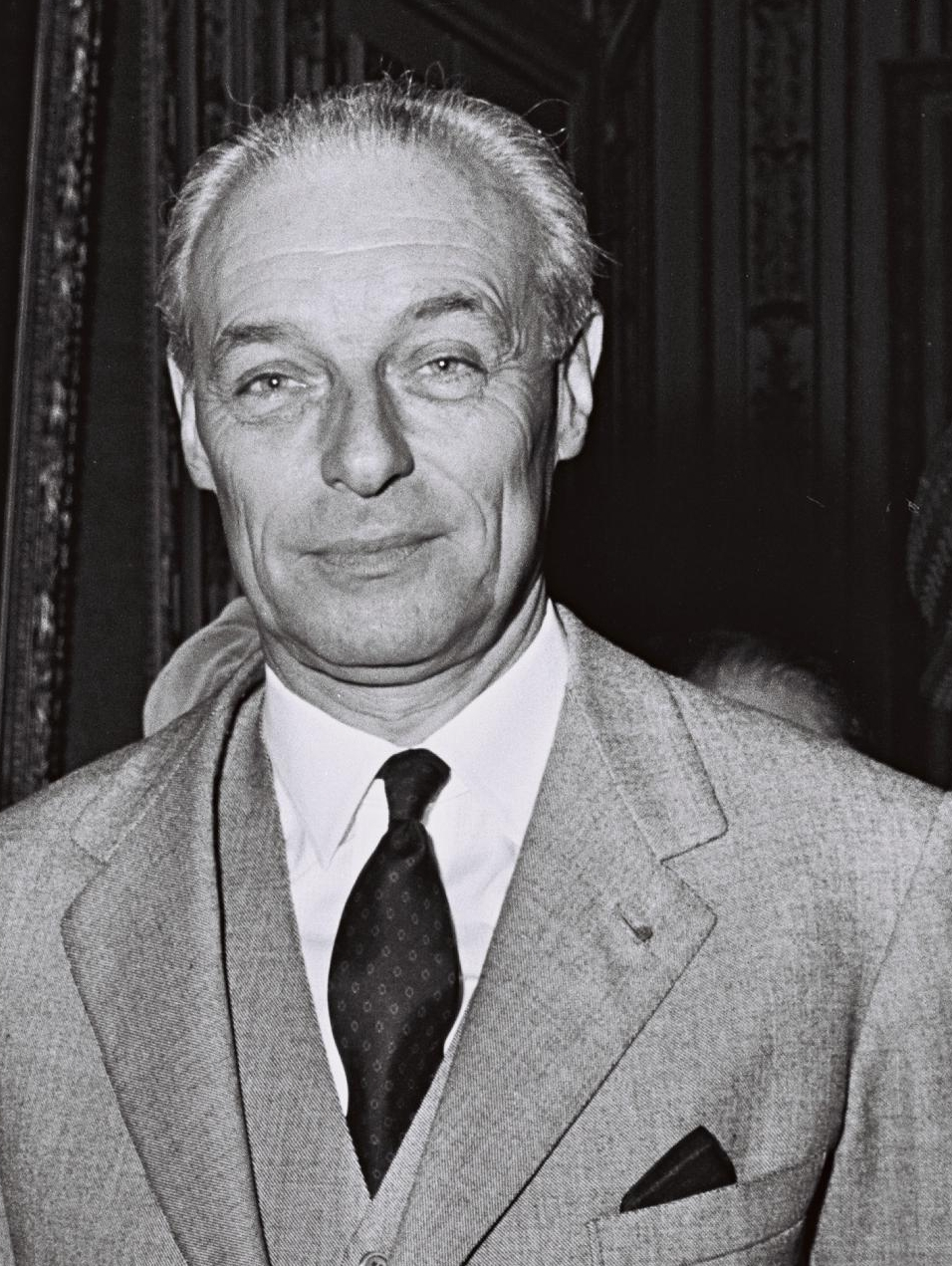
Ротшильд, Ги де
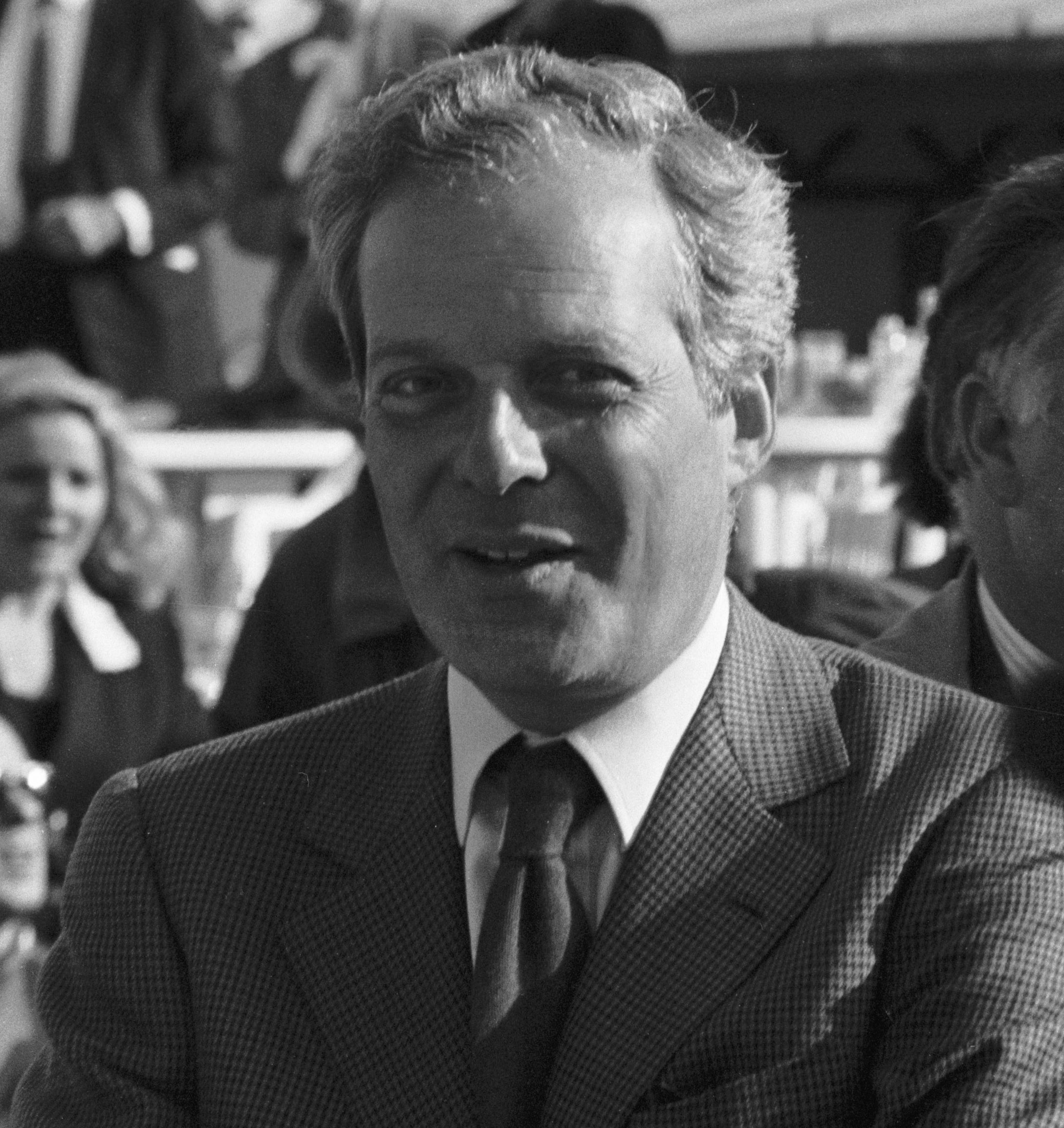
Ротшильд, Давид Рене де
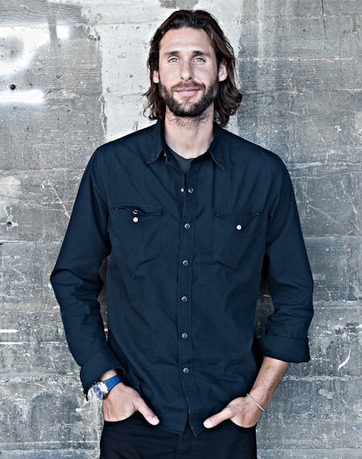
Ротшильд, Дэвид Майер де